# Фігурський Артур Сергійович
Арту́р Сергі́йович Фігу́рський (31 жовтня 1987 — 21 серпня 2014) — сержант Збройних сил України, учасник російсько-української війни.

## Життєвий шлях
Народився 1987 року в селі Іванівка (Веселинівський район, Миколаївська область). Закінчив 2003 року 9 класів Нововоскресенської ЗОШ; потім навчався в Надбузькому ліцеї. Мешкав із сім'єю у Миколаєві. З 2006 року служив в Збройних силах України; сержант, командир відділення 145-го окремого ремонтно-відновлювального полку. Служив за контрактом. Був талановитим слюсарем.
На території, де проходили бої, відновлював пошкоджену техніку. Зазнав смертельних поранень під час обстрілу з РСЗВ «Град» російськими бойовиками. Помер у військовому шпиталі від поранень. Тоді ж загинув молодший лейтенант Олександр Коломієць.
Залишилась дружина Світлана та двоє синів — Вадим 2009 р.н. і Максим 2012 р.н.
Похований у селі Нововоскресенка 23 серпня 2014-го.

## Нагороди та вшанування
За особисту мужність і героїзм, виявлені у захисті державного суверенітету та територіальної цілісності України, вірність військовій присязі під час російсько-української війни, відзначений — нагороджений
- орденом Богдана Хмельницького III ступеня (14.3.2015, посмертно)
- меморіальна дошка у Нововоскресенській ЗОШ
- Його портрет розміщений на меморіалі «Стіна пам'яті полеглих за Україну» у Києві: секція 3, ряд 4 місце 8
- Вшановується 21 серпня на щоденному ранковому церемоніалі вшанування українських захисників, які загинули цього дня у різні роки внаслідок російської збройної агресії[1]
- 2020 року у смт Веселинове напередодні Дня захисника України відкрили меморіальний комплекс військовим, які загинули у боях з російським агресором — серед них викарбуване й ім'я Артура Фігурського.[2]